# هارو وجدت بالصدفة
إستثنائية أنتِ (بالكورية: 어쩌다 발견한 하루)‏ هو مسلسل تلفزيوني كوري جنوبي تم بثه على ام بي سي في 2019.

## روابط خارجية
- هارو وجدت بالصدفة على موقع IMDb (الإنجليزية)
- هارو وجدت بالصدفة على موقع كينوبويسك (الروسية)
- هارو وجدت بالصدفة على موقع قاعدة بيانات الفيلم (الإنجليزية)